# Dolichaspis strigosa
Dolichaspis strigosa là một loài bọ cánh cứng trong họ Cerambycidae.